# Dekurion
Dekurion (decurio) var en romersk ämbetsman, antingen inom legionerna där de förde befäl över ett contubernium om omkring tio man (motsvarande korpral).
Dekurion var även från Julius Caesars stiftande av Lex Iulia de Municipalis år 45 f.Kr. ett kollegium på kommunal nivå i Italiens städer motsvarande senaten i Rom. De hade den beslutsfattande makten inom stadens område och varje år tjänade två av dem som duumvirer, med uppgifter huvudsakligen motsvarande edilernas.